# Boehmeria balslevii
Boehmeria balslevii là loài thực vật có hoa trong họ Tầm ma. Loài này được Friis & Wilmot-Dear mô tả khoa học đầu tiên năm 1999.